# Het Meesterwerk
Het Meesterwerk is een stripverhaal waarvan zowel tekst als afbeeldingen zijn gemaakt door Henk Kuijpers. Het is het eerste solo-avontuur van Franka uit Het Misdaadmuseum en werd oorspronkelijk gepubliceerd in het weekblad Eppo.

## Verhaal
Het album begint wanneer Franka wordt gewekt door een grote bioscoopreclame tegen haar raam, het werk van Rafaël Reghenboogh wordt opgehaald. Hij zegt eindelijk erkend te zijn als kunstenaar en toont trots zijn ingepakte schilderij. Om zijn werk te vervoeren vraagt hij Franka's auto te leen in ruil voor een etentje met bioscoop.
's Avond komt hij niet opdagen en als Franka inbreekt aangezien ze licht ziet branden wordt ze neergeslagen. Nog half bewusteloos belandt ze gedurende de achtervolging in de gracht waar ze als laatste redmiddel waarzegster Furora aanklampt op haar woonboot. Furora leert haar een truc waarmee ze zich zo kan concentreren dat ze informatie die eerder niet tot haar was doorgedrongen, zich alsnog kan herinneren. Ze komt achter een adres in Luttel en reist af naar "Het goed de Weelde". Onderweg leert ze dat Rafaël dezelfde weg heeft afgelegd.
Franka wordt hartelijk ontvangen en de gravin, Welmoed genaamd, vertelt ronduit. De beroemde schilder Pavel Paletski heeft in het verre verleden haar portret gemaakt. Het doek is toentertijd echter verloren gegaan, maar werd recentelijk opnieuw ontdekt. Rafaël zou het doek schoonmaken en is vervolgens met contanten vertrokken. Voor Franka loopt het spoor hier dus dood.
Franka wordt met een koets door de gravin terug naar het station gebracht. Het paard wordt echter opgeschrikt waarna de koets van de weg raakt en beide inzittenden te water raken. Nadat beiden weer in veiligheid zijn, vertrekt Franka na zich te hebben opgefrist alsnog, althans zo lijkt het.
Ze keert terug in de nacht en ziet Jasper, de butler, door de tuin sluipen. Hij blijkt Rafaël onder het theekoepeltje in de tuin vast te houden. Franka verstopt zich op de achterbank van de auto als Jasper het geld van de schilder afneemt en vertrekt richting Groterdam. Terwijl Jasper de nachtvoorstelling in het theater Pluchinksky bezoekt, belt Franka Furora.
Furora en Franka denken te weten hoe Jasper in elkaar steekt en Furora weet door een truc het vertrouwen van Jasper te winnen. Ze haalt een berg kwartjes uit een telefooncel en laat deze in het bijzijn van Jasper bij de parkeermeter vallen. Jasper ziet haar meteen als een geluksmascotte. Ze belanden samen in een illegaal casino in een speelhal waar het bedrag nog eens wordt uitgebreid. De drank vloeit rijkelijk en Jasper bekent dat hij het landgoed uitkleedt achter de rug van de gravin om. Het casino heeft veel geld verloren en stuurt twee krachtpasters achter het duo aan, maar Jasper is net vertrokken. Beide uitsmijters worden na een gevecht, waarin ook Franka weer is betrokken, verslagen.
Terug op de woonboot besluiten Franka en Furora de gravin nogmaals aan te spreken. Na wat tegenstribbelen bekent ze het eigenlijke verhaal. Pavel en Welmoed werden gedurende het maken van het portret verliefd. De vader van Welmoed stond dit niet toe: hoewel het reeds 1921 was, was hij nog erg ouderwets. Pavel werd weggestuurd en trok zich in opvolgende jaren terug op Mauritius. Het portret was toen echter nog niet voltooid.
Recentelijk is op 75-jarige leeftijd Pavel overleden. Jasper heeft de gravin overgehaald het schilderij te laten voltooien. Met alle voorstudies, het verhaal van het verleden was het de perfecte vervalsing. Op dat moment komt Jasper binnen die er met het schilderij vandoor wil gaan. Na een groot gevecht waarbij de politie is gebeld, maar niet te woord kan worden gestaan, weet de butler toch te paard te ontsnappen. Met Franka en Furora in de motor met zijspan op zijn hielen, wordt hij tot slot gesneden door Welmoed met de politie.
Jasper bekent alles, maar desalniettemin lijkt het landgoed failliet door alles wat hij heeft aangericht. Twee weken later leest Franka dat het landgoed te koop staat. Door een artikel over postzegels, bedenkt Franka dat op de oorspronkelijke brief die ze in het appartement van Rafaël heeft zien hangen, een zeldzame misdruk van een postzegel zat. De postzegel is op het nippertje gered en daarmee ook het landgoed.

## Cast
Met naam genoemde karakters in volgorde van opkomst:
- Franka - Wanneer Franka wordt neergeslagen in het huis van haar buurman, gaat ze op onderzoek uit.
- Rafaël Reghenboogh - De artistieke buurman van Franka
- Furora - Zigeunerin die op haar kleurige woonboot met waarzeggerij haar geld verdient
- Jean-George - De vriend van een van de klanten van Furora
- Astra - De siamese kat van Furora
- Hendrik Kruimelink - De eigenaar van de lokale mini-supermarkt / kruidenier in Luttel
- Sherry / Sherlock - De dashond van de gravin
- Bas / Baskersvilles van Dartmoor - De grote onstuimige tweede hond van de gravin
- Jochem - De tuinman annex stalbeheerder van landgoed de Weelde
- Welmoed Victoria, Gravin de Weelde van Wellingen - De eigenaresse van landgoed de Weelde in Luttel
- Jasper - De butler op landgoed de Weelde
- Pavel Paletski - Schilder die aan het portret van de gravin heeft gewerkt
- Cora - Het paard van de gravin, dat recent een veulen heeft gekregen
- Johnny - De vriend van een toevallige voorbijgangster die Franka's outfit van de gravin aan heeft
- Moe Flon - De eigenaresse van het café onder het appartement van Franka
- Bally - De portier / uitsmijter in het illegale casino waar Jasper en Furora heen gaan

## Locaties
- Groterdam
- Luttel